# Hadji Murad Yaguizarov
Murad Yaguizarov (en azéri : Hacı Murad Hacı Əhməd oğlu Yagizarov, né le 18 juillet 1939 à Bakou) est un acteur azerbaïdjanais.

## Études
Il obtient son diplôme d'études secondaires en 1957. En 1957-58, il joue dans le film Belle-mère produit par Azerbaidjanfilm. En 1958, il entre à l'Institut national du théâtre d'Azerbaïdjan du nom de M.A. Aliyev (aujourd'hui université de la culture et des arts). 

## Début de la carrière
Après avoir obtenu le diplôme de cette université en 1962, il commencé à jouer au Théâtre dramatique russe du nom de Samed Vurgun. Ses rôles dans Pourquoi vis-tu ?, Comme la vie est courte, L’Heure de pointe, Par ton propre chemin et d'autres pièces mises en scène dans les années 60 et 70 du siècle dernier sont le début de sa ligne unique. Cet ensemble comprend:
- Gusev dans Valentin et  Valentina,
- Dr Lvov dans Ivanov,
- Eldar dans Maison dans le sable,
- Dovlet bey dans Aydin et d'autres[2].

## Activités dans les années 80
M. Yaguizarov interprète le rôle de Sheikh Sanan dans Cheikh Sanan, pour la première fois en langue russe Tramway de rȇve de Stanley Kowalski et à ce jour, pendant les années de travail au théâtre, il a interprété plus de 200 rôles d'après les pièces d'écrivains azerbaïdjanais et mondiaux.
Outre l'Azerbaïdjan, H.M. Yagizarov a joué dans plus de 40 films en République tchèque, en Géorgie et en Allemagne. 

## Distinction
- Artiste émérite en 1974
- Artiste du peuple en 1982
- Prix d'État en 1986[4].